# Quán Nam
Quán Nam (tiếng Trung: 灌南县; bính âm: Guànnán xiàn) là một huyện của địa cấp thị Liên Vân Cảng, tỉnh Giang Tô, Trung Quốc.

### Trấn
| - Tân An (新安镇) - Trường Mậu (长茂镇) - Đôi Câu Cảng (堆沟港镇) - Bắc Trần Tập (北陈集镇) - Trường Điếm (张店镇) | - Tam Khẩu (三口镇) - Mạnh Hưng Trang (孟兴庄镇) - Thang Câu (汤沟镇) - Bách Lộc (百禄镇) |

### Hương
- Ngũ Đội (五队乡)
- Điền Lâu (田楼乡)
- Lý Tập (李集乡)
- Tân Tập (新集乡)
- Hoa Viên (花园乡)